# Javoří Pila
Javoří Pila (Ahornsäge) je bývalá samota a stejnojmenné katastrální území obce Modrava nacházející se na jižním svahu Oblíku v širokém údolí Roklanského potoka a jeho přítoku Javořího potoka, 4,5 km západně od Modravy.

## Historie
V povodí Roklanského potoka u Javoří pily byly na šesti lokalitách nalezeny stopy nejvýše položeného pravěkého osídlení v Česku. Zanechaly je zde tlupy lovců a sběračů pozdního paleolitu a mezolitu (z doby osm tisíc let před naším letopočtem), které sem každoročně na několik týdnů mířily za obživou – táhnoucími pstruhy a lososy a plody (brusinky, borůvky a lískové oříšky). Ryby lovily na udici, zvěř lukem a šípy, případně do pastí. Hroty šípů, čepele zbraní nebo háčky na ryby vyráběly z kamenných čepelí, jejichž úlomky zde byly nalezeny.
Po roce 1799, kdy kníže Josef II. Schwarzenberg koupil prášilské panství od hraběte Filipa Kinského, došlo na Modravsku k rozmachu těžby a plavení dřeva a u Roklanského potoka byla založena Javoří pila a hájovna. Po ukončení provozu pily se stala tato samota oblíbeným hostincem U tetřeva s turistickou útulnou a studentskou noclehárnou. Hájenka s hostincem U Tetřeva zde stávala do roku 1950. Po roce 1950 zde byl postaven objekt 6. roty 7. brigády Pohraniční stráže. Dnes je tu pouze turistické rozcestí a jsou zde sotva patrné základy dřívějších staveb.

## Katastrální území
Rozsáhlé a v současnosti neosídlené katastrální území Javoří Pila se rozprostírá mezi česko-německou státní hranicí a tokem Roklanského potoka na rozloze 1913 ha. Na jeho území se nachází Medvědí hora (která je jeho nejvyšším bodem – 1224 m n. m.), Židovský les, Roklanská slať a hora Medvěd, Rokytská slať, Smrkový vrch, Javoří slať, Rybárenská slať. Na severu zasahuje až k Vchynicko-tetovskému plavebnímu kanálu.

## Turistické trasy
Přes bývalou Javoří Pilu prochází červená turistická stezka z Modravy do Prášil, z níž tu na turistickém rozcestí Javoří pila odbočuje modrá stezka do Srní a na turistickém rozcestí Tmavý potok odbočuje modrá stezka do Hartmanic.